# Nandyal
Nandyal là một thành phố và khu đô thị của quận Kurnool thuộc bang Andhra Pradesh, Ấn Độ.

## Địa lý
Nandyal có vị trí 15°29′B 78°29′Đ / 15,48°B 78,48°Đ Nó có độ cao trung bình là 203 mét (666 feet).

## Nhân khẩu
Theo điều tra dân số năm 2001 của Ấn Độ, Nandyal có dân số 151.771 người. Phái nam chiếm 51% tổng số dân và phái nữ chiếm 49%. Nandyal có tỷ lệ 63% biết đọc biết viết, cao hơn tỷ lệ trung bình toàn quốc là 59,5%: tỷ lệ cho phái nam là 72%, và tỷ lệ cho phái nữ là 55%. Tại Nandyal, 13% dân số nhỏ hơn 6 tuổi.